# Südalpen
Als Südalpen bezeichnen Geographie und Geologie den südlichen Teil der Ostalpen. Sie ziehen vom Luganersee (nördlich Mailands) 200 km ost- und nordostwärts über Trentino-Südtirol (Italien) nach Osttirol (Österreich) und Südkärnten. Von dort verlaufen sie südöstlich nach Friaul und Slowenien, wo der Übergang zu den Dinariden fließend ist.
Die Abgrenzung der Süd- von den Zentralalpen ist die Periadriatische Naht, die von breiten Längstälern markiert wird. Weil sich im Westen in den Bergamasker Alpen auch kristalline Massen südlich der Längstalfurche finden, werden diese in der Alpenvereinseinteilung der Ostalpen (AVE) den nördlich anschließenden Westlichen Ostalpen zugeschlagen, während östlich davon in der AVE von den Südliche Ostalpen gesprochen wird. Ein Großteil der Südlichen Ostalpen bzw. der Südalpen wird von den Südlichen Kalkalpen eingenommen: An der Oberfläche bestehen die Südalpen großteils aus Karbonaten (Kalk und Dolomit). Geologisch-tektonisch bildet das einen Großteil der Südalpen aufbauende Südalpin einen Teil des Dinarischen Deckensystems.
Den Südwestabschnitt der eigentlich in noch südlicheren Breiten gelegenen Westalpen (Frankreich, Norditalien) bezeichnet die Geografie als Seealpen, sie stehen mit den hier erwähnten Südalpen in keinerlei geologischem Zusammenhang.

## Geologie
Geologisch werden die Alpen in vier tektonische Großeinheiten strukturiert: Penninikum und Helvetikum, Ostalpin sowie Südalpin. Das Südalpin sind die Bergzüge südlich der periadriatischen Linie (Centovalli (Melezzatal) – Veltlin (Addatal) – Tonalepass – Pustertal – Gailtal – Karawanken).
Im Unterschied zum  Ostalpin ist das Südalpin südvergent gerichtet, das bedeutet, die alpinen Deckenüberschiebungen und der Faltenbau sind nach Süden ausgerichtet, während jene des Ostalpins nach Norden gerichtet (nordvergent) sind. An mehreren Störungslinien ist das Südalpin über die erdgeschichtlich jungen Schichten am südlichen Alpenrand überschoben, und auch in ihrem Innern gibt es Überschiebungen, welche diese einbeziehen; doch von einem Deckenbau wie in den nördlich Baueinheiten kann man kaum sprechen. Auswirkung der südlichen Alpenrand-Tektonik sind u. a. die Friauler Erdbeben des Jahres 1976.
Im Wesentlichen ist das Südalpin tektonisch betrachtet weniger komplex aufgebaut als das Ostalpin. Im Südalpin gibt es neben den großzügigen mesozoischen Formationen bedeutende paläozoische Vorkommen (Karnische Alpen, Südkarawanken, variszische Decken). Im Untergrund des Nordrandes des Südalpins (Periadriatische Naht) vermutete man früher die verschwundene Wurzelzone der Nördlichen Kalkalpen, da sich alle Baueinheiten nördlich der Periadriatischen Naht in Annäherung an diese steilstellen und im Untergrund zu verschwinden scheinen. Heute weiß man, dass der Bau der Alpen sehr viel komplizierter ist, und dass zum ersten die Steilstellung auf eine Aufwölbung des alpinen Gewölbes in späten Faltungsphasen zurückgeht, und zum zweiten die Periadriatische Naht in der heutigen Form erst nach der Überschiebung der Nördlichen Kalkalpen und der Überlagerung der Einzeldecken wirksam wurde.

## Physische Geographie
In der physischen Geographie erfolgt die Unterteilung der Ostalpen nach den Längstalfurchen in Nordalpen, Zentralalpen und Südalpen. Der Begriff entspricht dann der petrologischen Gesteinszone der Südlichen Kalkalpen ohne strenge Eingrenzung auf Kalkgestein, ungeachtet der diversen lokalen Gesteinsvorkommen, etwa vulkanischer Natur, sowie den südlichen Voralpen.

## Regionale Geographie
Unter klimatisch-kulturellen Kriterien der regionalen Geographie umfasst der Begriff Südalpen in etwa dieselben Regionen wie der der physischen Geographie, bezieht aber das Bachergebirge, das eigentlich den Ausläufer der Zentralalpen bildet, im Osten, wie auch die Ortler-Alpen, die Sobretta-Gavia-Gruppe und die Bergamasker Alpen bis zum Comosee mit ein, umfasst also die Alpenregion südlich der Linie Adda – Etsch – Eisack – Drau.